# Міжштатна автомагістраль H-2
Міжштатна автомагістраль H-2 (Interstate H-2, H-2) — шосе системи в штаті Гаваї, США, розташоване на острові Оаху. Також відома як Швидкісна автострада меморіалу ветеранів (англ. Veterans Memorial Freeway).